# Christoph Johann Sigmund Zwinger
Christoph Johann Sigmund Zwinger (* 14. Juli 1744 in Nürnberg; † 18. Juni 1813 ebenda) war ein deutscher Maler, Zeichner und Radierer.

## Leben
Christoph Johann Sigmund Zwinger war ein Sohn des Nürnberger Goldschlagers und späteren Rotbierbrauers Conrad Zwinger (1688–1765) und dessen zweiter Ehefrau Magdalena Barbara Alberti († 1772). Er war ein Schüler von Johann Justin Preissler und lehrte dann an der Städtischen Zeichenschule in Nürnberg. 1769 wurde er Direktor dieser Schule und Direktor der Malerakademie. Er war ein bedeutender Lehrer für das Perspektivzeichen.
Zwinger heiratete 1769 die Tochter Anna Felicitas (1740–1807) seines ehemaligen Lehrers, des Nürnberger Malers Johann Justin Preissler. Das Paar hatte den Sohn Gustav Philipp Zwinger (1779–1819), Maler, Zeichner, Radierer und Lithograph in Nürnberg.